# Jan Parenti
Jan Parenti (ur. w Carmignano w Toskanii, zm. 28 czerwca 1250) – włoski franciszkanin, pierwszy generał założonego przez św. Franciszka z Asyżu zakonu (lata 1227–1232).
Parenti przewodniczył misji rodzącego się zakonu braci mniejszych do Hiszpanii, gdzie został wybrany prowincjałem. W roku 1221 został pierwszym generałem minorytów. Franciszek z Asyżu zmarł w październiku 1226, do czasu wyboru Parentiego zakonem rządził Eliasz z Kortony. W czasie jego generalatu papież Grzegorz IX wypowiadał się w oficjalnych bullach na temat reguły napisanej przez Biedaczynę z Asyżu i stosunku kleru diecezjalnego do ruchu franciszkańskiego: dnia 28 września 1230 w bulli Quo elongati oraz 21 sierpnia 1231 w bulli Nimis iniqua.
Podczas kapituły w roku 1230 Bombarone chciał odebrać Parentiemu władzę. Nie udało się to jednak. Dopiero w 1232 Parenti został zmuszony do złożenia urzędu ministra generalnego.